# Saag (Gemeinde Techelsberg am Wörther See)
Saag als Ort der Gemeinde Techelsberg am Wörther See liegt am Wörthersee.
Die Rotte Saag am Nordufer des Wörthersees liegt zwischen dem Ortsteil Unterwinklern der Gemeinde Velden am Wörther See und dem Ortsteil Töschling der Gemeinde Techelsberg am Wörther See an der Kärntner Straße B 83 und an der Süd Autobahn A2. Saag hat 62 Einwohner (Stand 2024).

## Kultur und Sehenswürdigkeiten
- Josefskapelle, bei der Straße nach Hadanig im Wald, östlich des Forstsees
- Forstseekraftwerk
- Bad Saag (verpachtet von der See-Immobiliengesellschaft des Landes Kärnten an Robert Glock, Sohn von Helga und Gaston Glock,[1] Sub-Pächter ist der Wirt Hubert Wallner)[2]